# 4DX
4DX es un formato de cine 4D desarrollado por CJ 4DPlex, una subsidiaria de la cadena de cines CJ CGV  de Corea del Sur. Permite añadir a las películas diversos efectos prácticos, como asientos en movimiento, viento, luces estroboscópicas, nieve simulada y aromas. Comercializado por primera vez en 2009, presenta películas en formato 3D estereoscópico y 2D monoscópico.
CJ ha licenciado la tecnología en todo el mundo. A septiembre de 2019, CJ 4DPlex opera 678 salas 4DX en 65 países a través de asociaciones con más de 80 cines, incluidos Wanda Cinemas, Cineworld, Regal Cinemas, Kinepolis, Cinépolis, Event Cinemas, Village Cinemas y Nu Metro. La empresa registró una tasa de crecimiento anual de más del 50 por ciento de 2013 a 2018.

## Historia

### Corea del Sur
La tecnología 4DX hizo su debut comercial en el cine CGV Sangam en Seúl en 2009. Tras el éxito de Avatar, la tecnología se expandió a más cines en Corea del Sur.

### México
En junio de 2011, Cinépolis, con sede en México, invirtió 25 millones de dólares y llegó a un acuerdo con CJ Group para llevar la tecnología 4DX a sus 11 ubicaciones en el país, con la primera apertura en un cine en la Ciudad de México. Marcó el debut de la tecnología en América y fuera de la región de Asia, y la tecnología se expandió por todo México desde su debut. En 2019, la empresa anunció que instalaría en el país en la temporada de verano de 2020 la sala «4DX Screen», una sala con pantalla multifacética ampliada con las salas 4DX.

### Sudamérica
En 2012, Cinépolis amplió su alcance 4DX a Sudamérica, abriendo su primera locación en un cine en São Paulo, Brasil. En diciembre de 2012, la cadena internacional Cinépolis inauguró en Lima, Perú,  una sala con tecnología 4DX en el centro comercial Mall Aventura Plaza de Santa Anita, siendo el segundo país en Sudamérica en poseer esta tecnología. Posteriormente, la compañía estrenó el cine 4DX en Colombia en el Centro Comercial El Limonar de Cali en julio de 2013. Cine Hoyts (ahora parte de Cinépolis) abrió el primer cine 4DX en Chile en 2013.
En mayo de 2023, en la ciudad de La Paz, Bolivia, se inauguró la primera sala 4DX de la mano de Multicine, una de las principales cadenas de cine en el país, en julio de ese mismo año Cine Center en la ciudad de. Cochabamba abrió la segunda sala y en noviembre la tercera sala en Santa Cruz de la Sierra.

### Estados Unidos
En CinemaCon en marzo de 2014, CJ 4DPlex anunció que había llegado a un acuerdo con AEG y Regal Cinemas para presentar el primer auditorio 4DX del país en Regal Cinemas LA Live en el centro de Los Ángeles. En 2018, la nueva empresa matriz de CJ y Regal, Cineworld, anunció que planeaba expandir 4DX a al menos 79 ubicaciones de Regal. A 2020, hay un total aproximado de 32 locaciones en los Estados Unidos, principalmente de varias ubicaciones de Regal, una ubicación de Marcus Theatres en Gurnee, dos ubicaciones de Cinépolis y la segunda ubicación de CGV en Estados Unidos en The Source OC en Buena Park.

### Canadá
Cineplex Entertainment estrenó un auditorio 4DX en una de sus ubicaciones de Toronto el 4 de noviembre de 2016. Abrió una segunda ubicación en Calgary en agosto de 2019. En la actualidad hay siete centros 4DX en Canadá.
- Cineplex Cinemas Metropolis, Burnaby
- Scotiabank Theatre Chinook, Chinook, Alta.
- Cineplex Odeon South Edmonton, Edmonton, Alta.
- Cineplex Cinemas Hamilton Mountain, Hamilton, Ont.
- Cineplex Cinemas Winston Churchill & VIP, Oakville, Ont.
- Cineplex Cinemas Ottawa, Ottawa, Ont.
- Cineplex Cinemas Yonge-Dundas and VIP, Toronto, Ont.

### India
En la India, actualmente solo hay unas pocas pantallas 4DX disponibles: PVR Cinemas tiene diez en Surat, Ahmedabad, Indore, Noida, Hyderabad, Chennai, Bangalore, Kochi, Gurgaon y Mumbai y Cinépolis también tiene cinco pantallas en Thane, Navi Mumbai, Saket y Nueva Delhi. El primer cine 4DX en Kerala se inauguró en el centro comercial Lulu International en Kochi el 20 de diciembre de 2021 con el lanzamiento de Spider-Man: No Way Home. Hablando con la prensa después de firmar el acuerdo, Ajay Bijli, CMD de PVR, dijo: «En poco tiempo desde el lanzamiento en Noida, el formato 4DX ha superado con creces a todos los demás formatos».

### Japón
Desde que abrió su primer cine en sociedad con Korona World Cinemas en abril de 2013, la cadena de cines ha visto un aumento en la instalación de cines 4DX. Opera cines 4DX en todo el país en asociación con grandes cadenas de cines como Aeon Cinemas y United Cinemas.

### Europa (Reino Unido, Francia, Austria, Dinamarca y Rumanía)
En 2015, 4DX abrió en Rumania con mucho entusiasmo, ya que fue el primero.
En 2017, CJ 4DPLEX se asoció con Pathé de Francia y Nordisk Film Kino de Dinamarca para abrir su primer cine 4DX en Europa. Aceleró su expansión en Europa al firmar asociaciones con el operador de cines austriaco Hollywood Megaplex en febrero de 2017 y Cineworld en el Reino Unido.

### China
CJ 4DPLEX comenzó a integrar 4DX en el mercado chino en cooperación con su empresa matriz CJ CGV en 2006. En 2013 firmó contratos con UME, un operador de cines local en China. En 2014, CJ 4DPLEX se asoció con Woosang More, WoMai, Beijing Jinbo y Golden Harvest. En diciembre de 2014, CJ 4DPLEX se asoció con Wanda Cinema, un operador de teatro chino.

### Costa Rica
En Costa Rica, la tecnología 4DX hizo su debut comercial en Cinépolis en 2014.

### Sudáfrica
En 2015, CJ 4DPLEX y Nu Metro Cinemas se asociaron para abrir 5 cines 4DX en Sudáfrica, haciendo su debut en el continente africano. Abrió el primer auditorio 4DX en diciembre de ese año con el lanzamiento de Star Wars: The Force Awakens en el cine V&A Waterfront.

### Australia
En CinemaCon 2017, 4DX firmó un contrato con el operador de cine australiano Village Cinemas para abrir su primer cine 4DX dentro de un año. Se inauguró en el teatro Century City en Melbourne, Victoria, el 27 de octubre de 2017 con el lanzamiento de Thor: Ragnarok. Era la primera vez que la empresa entraba en Oceanía y en el continente australiano, y puso la tecnología a disposición de los seis continentes.

## Resultados de taquilla
En agosto de 2019, 4DX llegó a 2.7 millones de espectadores. Las tres mejores películas para 4DX en agosto fueron Fast and Furious Presents: Hobbs & Shaw, The Lion King y Aladdin. Las películas locales The Bravest y One Piece: Stampede tuvieron un buen desempeño en China y Japón.
A 6  de agosto de  2019, los cinco títulos de películas más taquilleros a nivel mundial de 4DX en el primer semestre de 2019 fueron:
1. Avengers: Endgame (34 705 USD)
2. Aladin (24 759 USD)
3. Aquaman (21 301 USD)
4. El Rey León (16 841 USD)
5. Capitana Marvel (14 133 USD)

En julio de 2019, la compañía atrajo a 3.07 millones de espectadores y 38 millones de dólares en ventas de entradas a nivel mundial.

## Premios
- 2014: 4DX ganó el premio «Innovación cinematográfica del año» de I3DS (International 3-D and Advanced Imaging Society).[35]
- 2017: 4DX fue elegida como una de «Las empresas más innovadoras de 2017» en la categoría Eventos en vivo por la revista Fast Company.[36]
- 2018: 4DX y ScreenX ganaron los premios Edison, premio de plata en la categoría de entretenimiento de medios y comunicación visual.[37][38]
- 2018: 4DX ganó el «Premio a la tecnología de innovación del año» en Big Cine Expo.[39]
- 2019: 4DX y ScreenX ganaron el premio iResearch, categoría de tecnología de cine original.[40]
- 2019: 4DX fue elegida como una de «Las empresas más innovadoras de 2019» en la categoría de eventos en vivo por Fast Company.[41]

## Galería

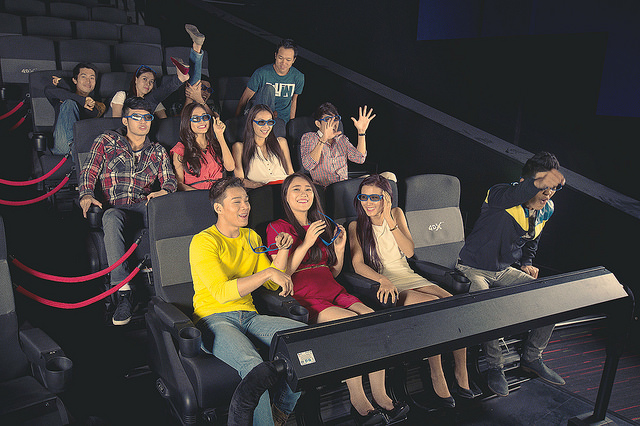
Teatro 4DX en Vietnam.
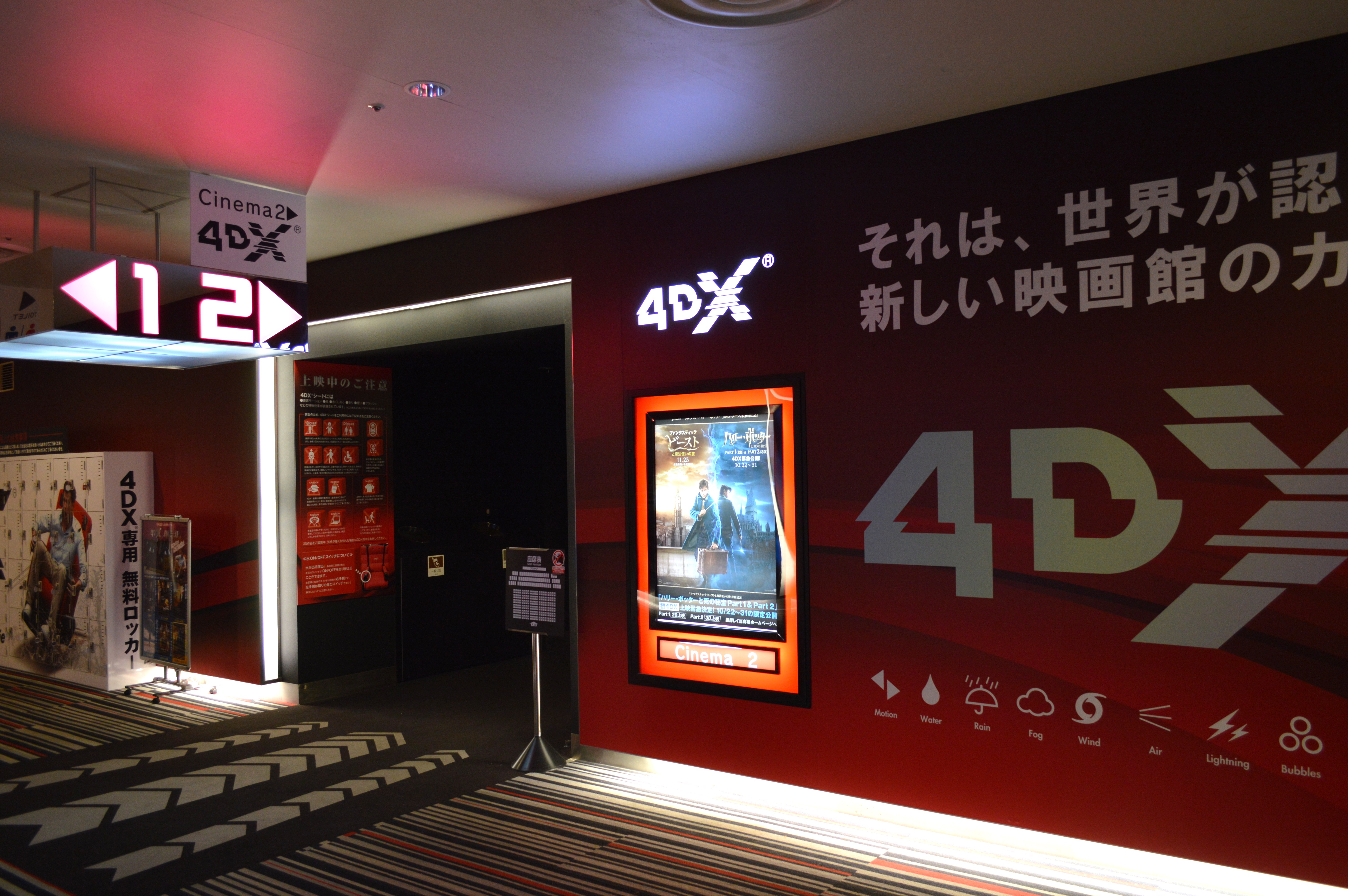
4DX en un cine Korona Cinemas en Anjō, Japón.
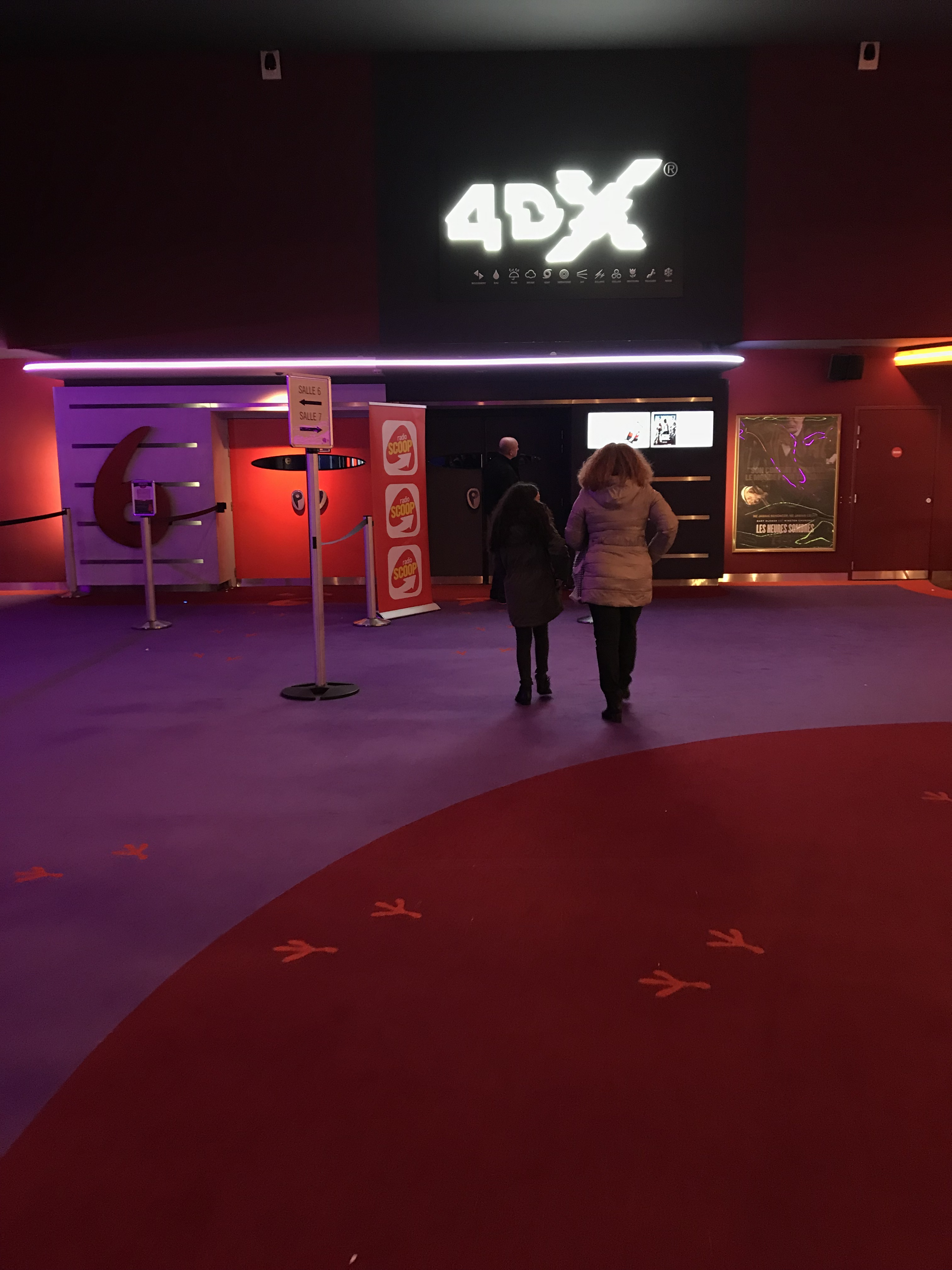
4DX en el Pathé Carré de Soie en Lyon, Francia.
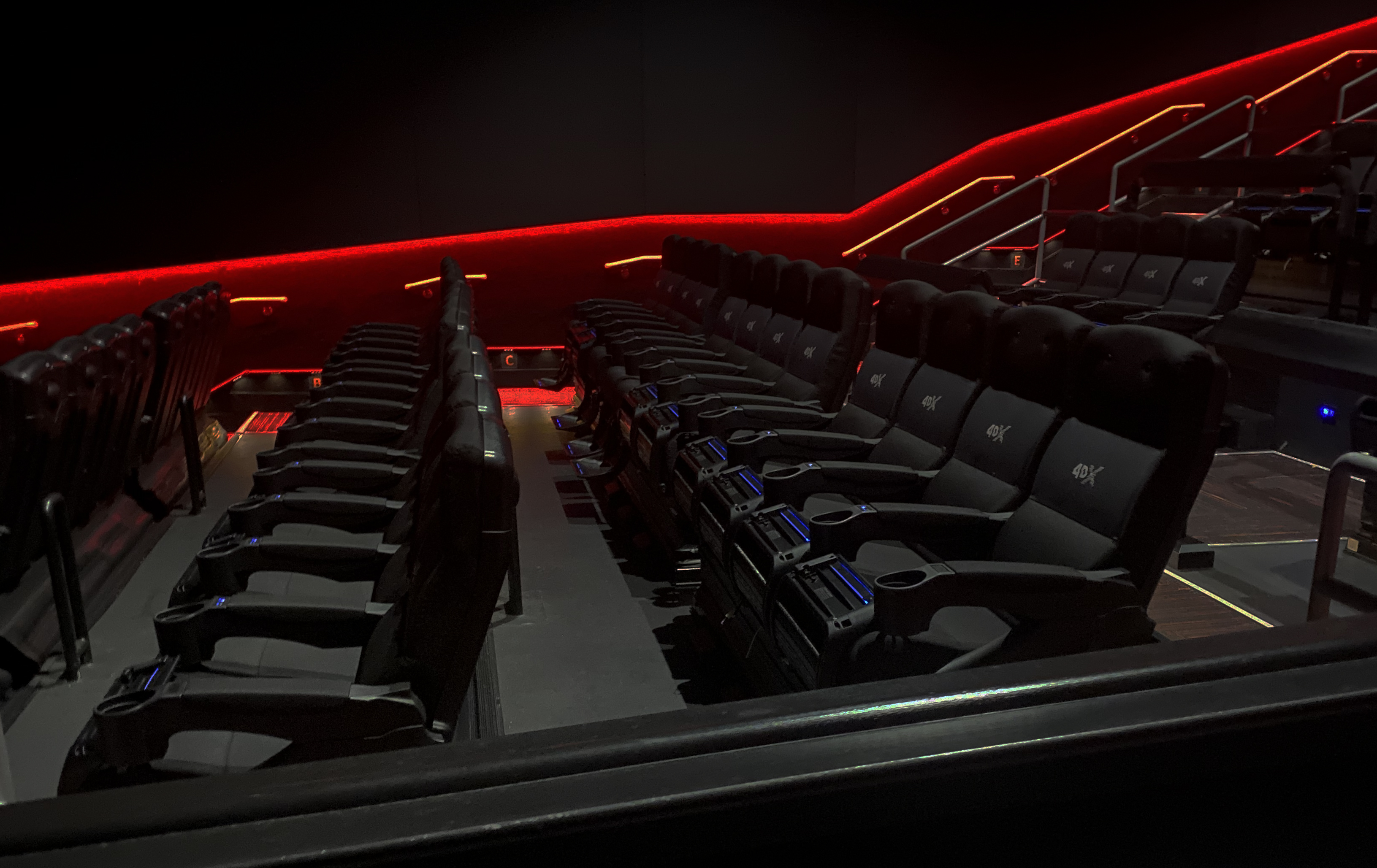
Sede 4D en Los Ángeles, Estados Unidos.
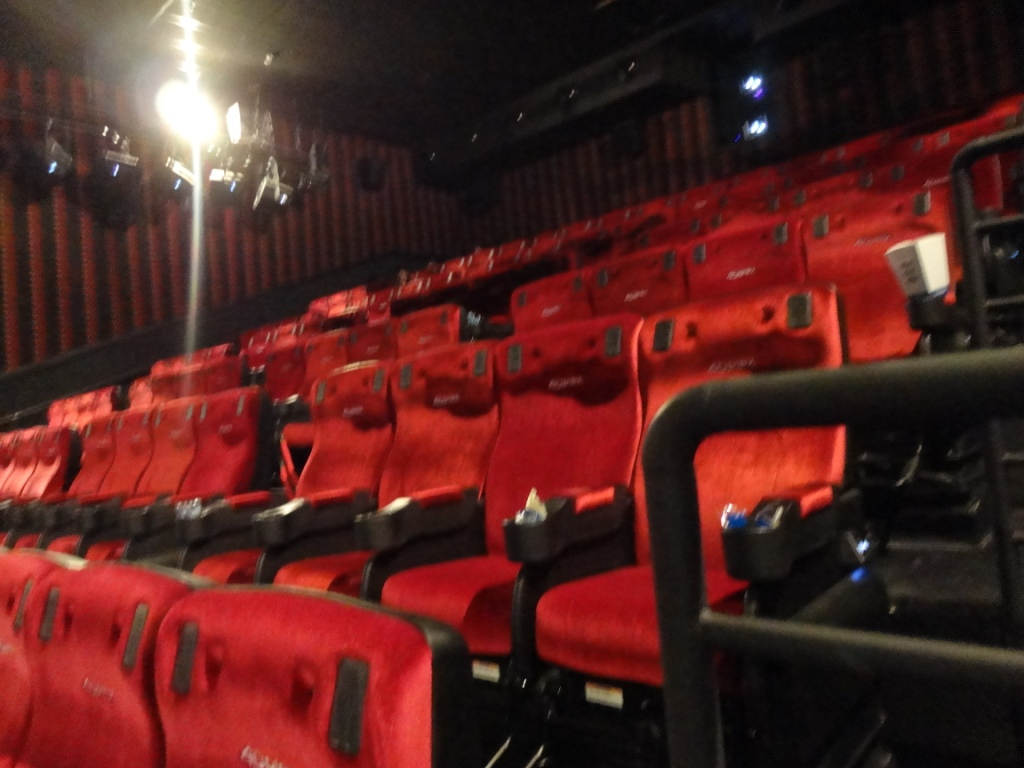
Teatro 4DX en un centro comercial en Salvador, Brasil.